# Division I i ishockey 1958/1959
Division I i ishockey 1958/1959 var den femtonde säsongen med division I som högsta serien inom ishockeyn i Sverige. Serien bestod av sexton lag indelade i två grupper som båda spelades som dubbelserier om fjorton omgångar. De två främsta lagen i varje grupp var kvalificerade för fortsatt spel i mästerskapsserien om titeln svenska mästare. De två sämsta lagen flyttades ner till Division II.
I södergruppen var Djurgården överlägsna och vann gruppen utan poängförlust. Kampen om andraplatsen blev däremot mycket spännande. Storlaget Södertälje passerades av småortslaget Grums som tog den andra platsen i mästerskapsserien, vilket blev säsongens stora sensation. Den norra serien var jämnare och Leksand, Gävle och Skellefteå stred länge som de två slutspelsplatserna innan Leksand och Gävle gick segrande ur kampen. Av nykomlingarna var det bara Hammarby som klarade sig kvar på Moras bekostnad. I mästerskapsserien segrade Djurgårdens IF före Leksand medan Grums fortsatte överraska genom att ta en tredjeplats.

## Division I Norra
| Nr | Lag                | S  | V  | O | F  | GM | IM | MS  | P  |
| -- | ------------------ | -- | -- | - | -- | -- | -- | --- | -- |
| 1  | Leksands IF        | 14 | 11 | 1 | 2  | 64 | 29 | +35 | 23 |
| 2  | Gävle GIK          | 14 | 10 | 1 | 3  | 83 | 51 | +32 | 21 |
| 3  | Skellefteå AIK     | 14 | 9  | 2 | 3  | 52 | 35 | +17 | 20 |
| 4  | Strömsbro IF       | 14 | 7  | 1 | 6  | 58 | 60 | −2  | 15 |
| 5  | Wifsta/Östrands IF | 14 | 4  | 4 | 6  | 47 | 50 | −3  | 12 |
| 6  | Hammarby IF        | 14 | 4  | 2 | 8  | 42 | 62 | −20 | 10 |
| 7  | Mora IK            | 14 | 4  | 1 | 9  | 62 | 80 | −18 | 9  |
| 8  | Alfredshems IK     | 14 | 0  | 2 | 12 | 29 | 70 | −41 | 2  |

## Division I Södra
| Nr | Lag            | S  | V  | O | F  | GM  | IM | MS  | P  |
| -- | -------------- | -- | -- | - | -- | --- | -- | --- | -- |
| 1  | Djurgårdens IF | 14 | 14 | 0 | 0  | 107 | 33 | +74 | 28 |
| 2  | Grums IK       | 14 | 10 | 1 | 3  | 70  | 33 | +37 | 21 |
| 3  | Södertälje SK  | 14 | 9  | 2 | 3  | 67  | 38 | +29 | 20 |
| 4  | Västerås IK    | 14 | 6  | 1 | 7  | 60  | 79 | −19 | 13 |
| 5  | Forshaga IF    | 14 | 5  | 2 | 7  | 52  | 62 | −10 | 12 |
| 6  | IFK Bofors     | 14 | 4  | 1 | 9  | 49  | 63 | −14 | 9  |
| 7  | AIK            | 14 | 2  | 1 | 11 | 52  | 90 | −38 | 5  |
| 8  | Malmö FF       | 14 | 1  | 2 | 11 | 40  | 99 | −59 | 4  |

## Svenska mästerskapsserien
| Nr | Lag            | S | V | O | F | GM | IM | MS  | P  |
| -- | -------------- | - | - | - | - | -- | -- | --- | -- |
| 1  | Djurgårdens IF | 6 | 5 | 1 | 0 | 28 | 8  | +20 | 11 |
| 2  | Leksands IF    | 6 | 4 | 0 | 2 | 19 | 23 | −4  | 8  |
| 3  | Grums IK       | 6 | 2 | 0 | 4 | 20 | 24 | −4  | 4  |
| 4  | Gävle GIK      | 6 | 0 | 1 | 5 | 18 | 30 | −12 | 1  |

| Hemma \ Borta  | DIF | GRU | GÄV  | LIF  |
| Djurgårdens IF | —   | 6–0 | 2–2  | 11–2 |
| Grums IK       | 1–2 | —   | 10–6 | 3–5  |
| Gävle GIK      | 2–4 | 3–5 | —    | 3–5  |
| Leksands IF    | 1–3 | 2–1 | 4–2  | —    |